# Edmundo Acebedo
Edmundo Acebedo († 1925) war ein uruguayischer Fußballspieler.

## Laufbahn
Acebedo gehörte zu den bedeutendsten Spielern des zu jener Zeit noch unter dem Namen Central Uruguay Railway Cricket Club (CURCC) firmierenden Vorläufervereins des uruguayischen Club Atlético Peñarol. 1894 schloss er sich dem Klub an und spielte dort fortan an der Seite unter anderem des sich ab 1895 bis 1897 mit T.B.Davies und James Buchanan das Amt des Mannschaftskapitäns teilenden Julio Negrón und weiteren prägenden Spielern wie Lorenzo Mazzucco und Juan Pena. Acebedo, der bei den Eisenbahnwerken als Sekretär arbeitete, spielte im Angriff. Inklusive einiger Unterbrechungen währte seine fußballerische Laufbahn bis 1909. In den Jahren 1900, 1902, 1904 und 1905 wurde er jeweils zum Mannschaftskapitän gewählt. In jener Zeit gelang ihm mit seinen Mitspielern 1900, 1901 und 1905 der Gewinn der Copa Uruguaya. Acebedo nahm im Zuge des Unabhängigkeitsprozesses des Klubs, der 1913 zum Nachfolgeverein CA Peñarol führte, eine Schlüsselposition ein. So war er nicht nur Spieler und Mannschaftskapitän, sondern gehörte auch dem Vorstand an und hatte die Funktion des Schatzmeisters inne.
Teilweise wird Acebedos Nachname auch in der Schreibweise Acevedo geführt.

## Erfolge
- 3× Uruguayischer Meister: 1900, 1901 und 1905